# Пучкоцвет
Пучкоцве́т (лат. Phacellanthus) — монотипный род травянистых паразитических растений семейства Заразиховые (Orobanchaceae). Включает единственный вид — Пучкоцвет трубкоцве́тковый (Phacellanthus tubiflorus).

## Ботаническое описание
Травянистое, голое растение, до 10(15) см высотой.
Стебель усажен яйцевидными или яйцевидно-ланцетными чешуями.
Цветки собраны по 2—10 в щитковидное, почти головчатое, соцветие. Чашелистики узколинейные, в числе 2(3). Венчик двугубый, трубчатый, беловатый, 22—35 мм длиной. Завязь из 3 плодолистиков, одногнёздная.

## Распространение
Известен из Китая, Японии, Корейского полуострова, с Дальнего Востока России. В России пучкоцвет встречается в бассейне реки Уссури и на Сахалине.